# Bomy
Bomy é uma comuna francesa na região administrativa de Altos da França, no departamento de Pas-de-Calais. Estende-se por uma área de 14,63 km². Em 2010 a comuna tinha 645 habitantes (densidade: 44,1 hab./km²).

## História
O nome de Bomy está ligado a umas tréguas assinadas em 1537 entre os enviados de Francisco I de França e os de Charles Quint, num antigo castelo cujas fundações são visíveis no parque do actual castelo. Essas tréguas foram de curta duração já que as hostilidades continuaram até à destruição de Thérouanne.

## Monumentos
O castelo actual foi construído em 1755 pelo marquês de Trazegnies, senhor de Bomy, e sua esposa Marie Ferdinande de Croÿ. Foi confiscado e vendido durante a Revolução Francesa, para ser comprado pelo barão de Vilmarest em 1839.